# Dragan Zdravković
Dragan Zdravković (16 dicembre 1959) è un ex mezzofondista jugoslavo.

## Palmarès

### Europei indoor
- 1 medaglia:
  - 1 oro (Budapest 1983 nei 3000 metri piani)

### Giochi del Mediterraneo
- 1 medaglia:
  - 1 argento (Spalato 1979 nei 1500 metri piani)

### Universiadi
- 1 medaglia:
  - 1 bronzo (Kobe 1985 nei 1500 metri piani)